# Spilogona leptocerci
Spilogona leptocerci är en tvåvingeart som beskrevs av Mou 1985. Spilogona leptocerci ingår i släktet Spilogona och familjen husflugor. Inga underarter finns listade i Catalogue of Life.